# 對Microsoft Windows的批評
自微软成立以来，微软的桌面操作系统Windows的各种版本就受到了许多批评。

## 补丁时间
2010年，Google工程师Tavis Ormandy批评微软花太长时间来修补（修复）Windows虚拟DOS计算机（VDM）中的一个安全漏洞，该漏洞是在Ormandy先生向微软报告后的7个月内修复的。2004年，安全研究公司eEye Digital security的首席黑客攻击官Marc Maiffret曾批评微软在200天后才为WindowsASN.1实施提供了安全补丁。

## 數位版權管理
在Windows Vista发布后，计算机科学家Peter Gutmann就批评了微软Windows中的数字版权管理（DRM），它允许内容提供商对某些类型的多媒体播放进行限制。他在发表的一篇文章中收集了这些批评，文章指出：
- DRM可能会无意中禁用功能。
- 硬件功能扫描需求可能会导致关闭开源硬件。
- 硬件架构使得统一驱动程序成为不可能。
- 有些驅動程式问题很多。
- 如果发现一个驱动程序正在泄漏内容，微软可以远程禁用所有的计算机使用该驱动程序，从而导致拒绝服务问题。
- DRM降低了系统的可靠性，增加了硬件成本。
- 软件制造商不得不许可不必要的第三方知识产权，从而增加了其驱动程序的成本。
- DRM消耗了过多的CPU和设备资源。

这项分析得到了微软的回应。微软表示，一些受到批评的DRM功能已经存在于Windows XP中，因此给客户带来了一个新问题，这些有问题的功能只有在播放内容需要时才会被出現。

## 将Internet Explorer集成到Windows中
从Windows 98开始，Windows因為将網頁瀏覽器Internet Explorer集成到Windows shell中，從而遭受批评。以前，Internet Explorer是作为单独的应用程序提供的。一个问题是，由于浏览器不容易被另一个供应商的产品取代，这就削弱了消费者的选择。这个问题引起了人们对微软从事垄断行为的担忧，并导致了美國訴微軟案的诉讼，该诉讼最终在庭外和解。
集成的另一个问题是，Internet Explorer中的安全漏洞也会在Windows中创建安全漏洞，这可能使攻击者可以通过远程执行代码来利用Windows。
2009年1月，欧盟委员会开始调查Microsoft将Internet Explorer捆绑到Windows中的情况。欧盟委员会表示：「微软将Internet Explorer与Windows操作系统捆绑在一起，损害了网络浏览器之间的竞争，破坏了产品创新，并最终减少了消费者的选择。」 欧盟委员会和微软最终同意，微软将通过BrowserChoice.eu为欧洲经济区的Windows用户提供一个網頁瀏覽器选择屏幕。

## 系統損壞
微软的竞争对手谷歌曾批评Windows长期使用会变得越来越慢，可靠性也越来越差。
为ZDNet撰稿的Adrian Kingsley-Hughes认为，随着时间的推移，速度下降是由于加载了太多软件，加载了重复的软件，安装了太多免费/试用/测试版软件，使用了旧的、过时的或不正确的驱动程序，安装了新的驱动程序而没有卸载旧的驱动程序，也可能是恶意软件和间谍软件造成的。

## Windows 95

### 简体中文版被电子工业部勒令整改

使用简体中文版Windows NT 3.51中内置的繁体注音输入法输入「台」字后出现的词语联想列表，「台独」一词位列其中

1996年3月15日，微软于北京香格里拉大饭店正式发布Windows 95简体中文版。但由于微软在简体中文版Windows 95 RTM和OSR1中内置了使用简体中文输入法接口的繁体注音输入法和繁体仓颉输入法，被电子工业部认定为存在质量问题，并责成微软进行服务更新。微软于1996年9月起免费向简体中文版Windows 95用户推出产品服务更新软盘，并要求用户在收到该软盘后按照包装中的说明立即进行安装，以便于将繁体注音输入法、繁体仓颉输入法及其词库从简体中文版Windows 95中删除，Windows 95的其他功能不会因此受到任何影响。此外，微软还根据电子工业部的通知要求，于1996年10月底起向合法用户免费提供不含繁体输入法的新版简体中文版Windows 95光盘，并停止向新用户和OEM制造商发放旧版光盘。针对上述两种繁体输入法的更改亦被应用于简体中文版Windows NT 3.51。而对于上述两种繁体输入法被删除的原因，有分析称或许与词库中含有政治敏感词有关。

## Windows Vista

### 使用者帳戶控制
大部分使用者批評新的使用者帳戶控制技術，導致在每次安裝應用程式或變更設定時，都會彈出使用者帳戶控制的提示對話框，帶來了不便及麻煩。而Vista中的使用者帳戶控制技術並不完善，存在一些可以被利用的漏洞。

### 翻譯錯誤
在非英文版本的Windows Vista中對話框的翻譯完全不符合語法規則。

## Windows 8和 Windows 8.1

### 開始功能表按鍵
Windows 8少了左下角的開始功能表按鍵，不符合传统操作习惯难以适应，不便於操作。Windows 8.1再次添加開始功能表「按鍵」。